# Schloss Karlstein (Niederösterreich)

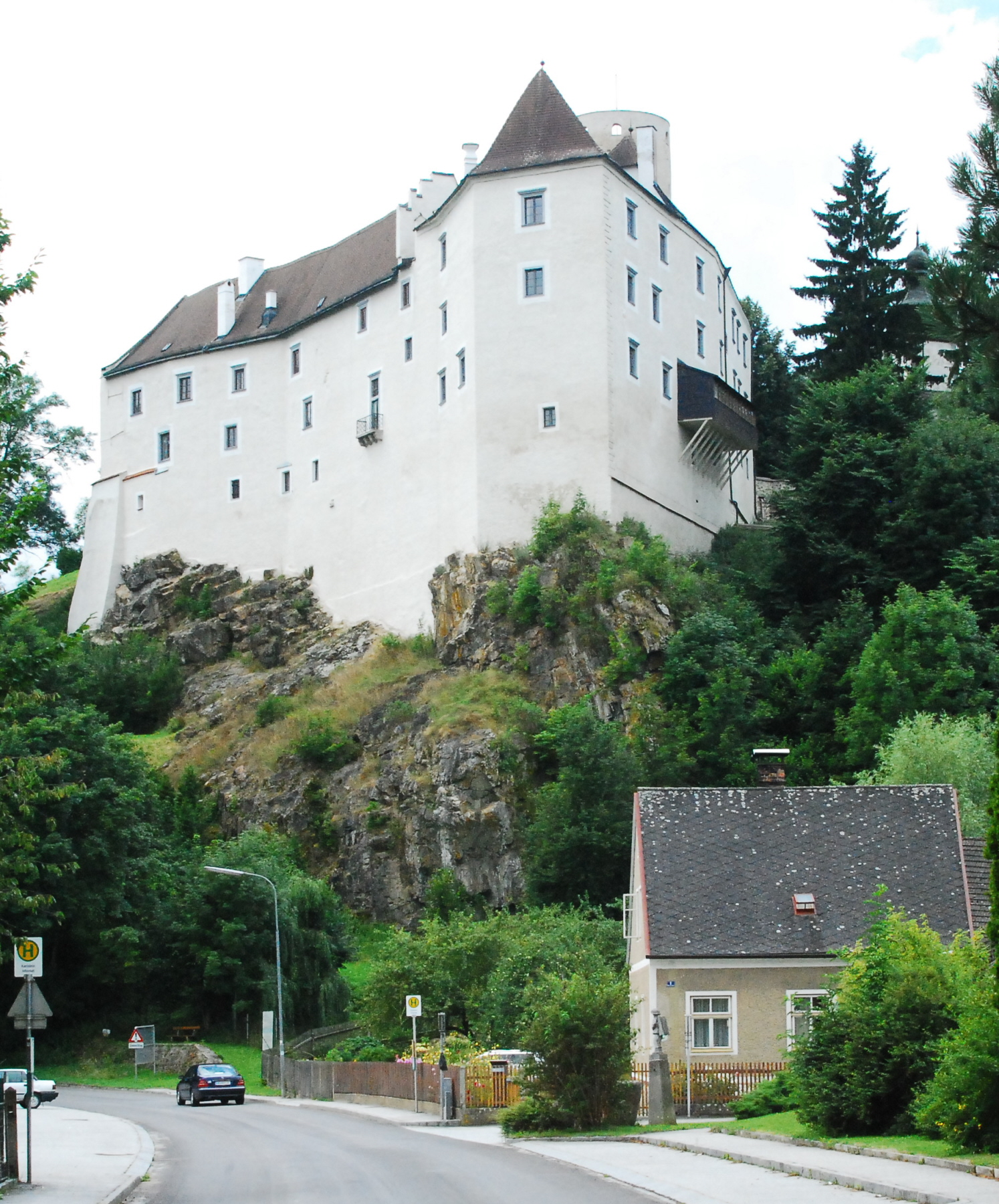
Schloss Karlstein im Waldviertel

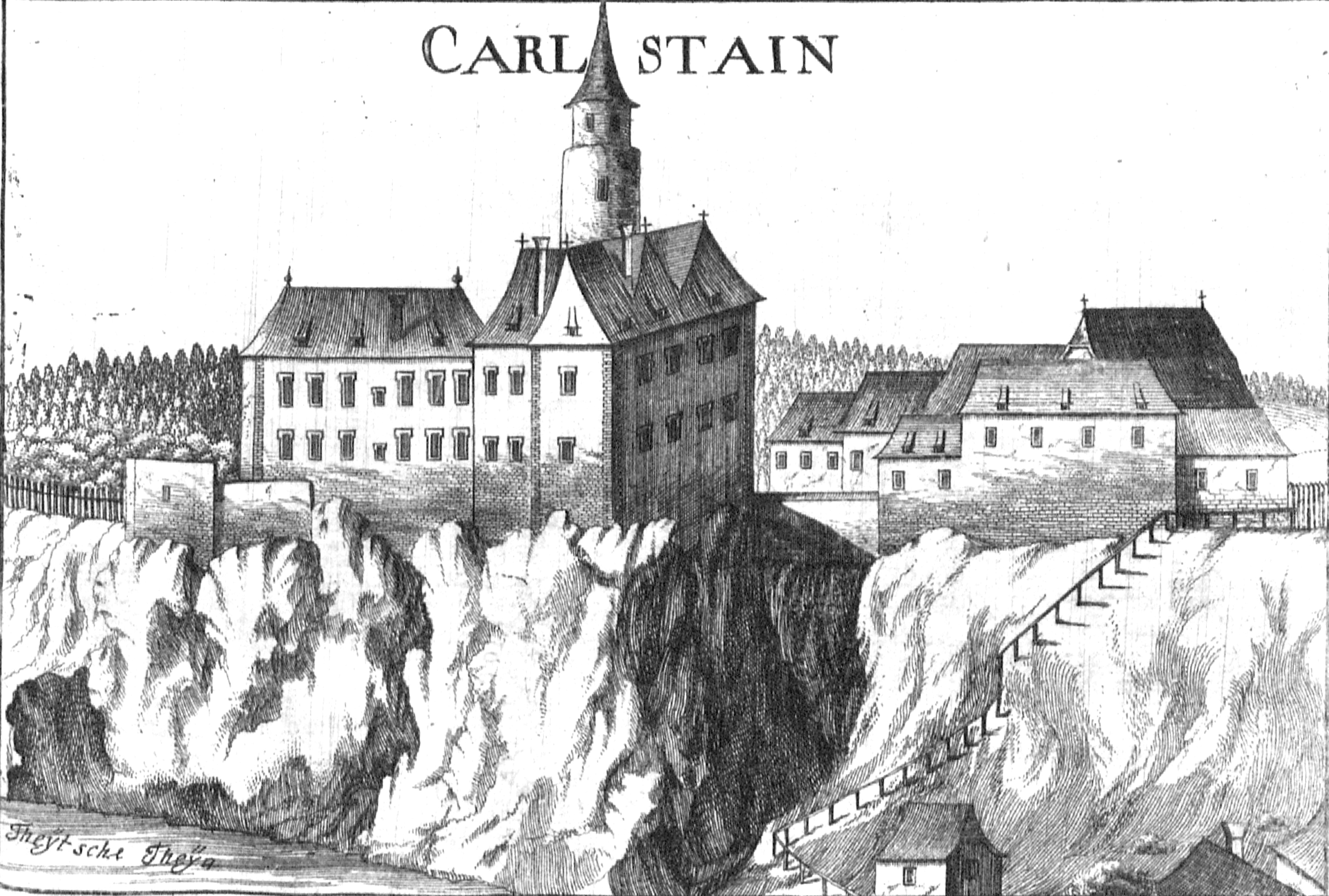
Stich von Georg Matthäus Vischer, 1672

Das Schloss Karlstein oder auch Burg Karlstein befindet sich auf einem steilen Felsen in Karlstein an der Thaya in Niederösterreich.
Karlstein wird als Chadelstain im Jahr 1112 erstmals erwähnt. Als Lehensburg verschiedener Adelsfamilien gehörte Karlstein dem jeweiligen Landesfürsten. Kurz wurde sie unter den Puchheim ab 1576 auch ein Zentrum der Reformation.
Da sie auch später nicht längere Zeit durchgehend im Besitz einer Familie war, wurde laufend umgebaut und erweitert. Von der ursprünglichen Burg ist praktisch nichts mehr vorhanden. Die erhaltene Burgkapelle geht auf das 16. Jahrhundert zurück.
Auch die Verwendung im Laufe der Jahrhunderte änderte sich. Wurde sie früher als Adelssitz genutzt, war sie ab dem Jahr 1880 auch eine Uhrenfabrik. Auch als Gefängnis diente das Schloss zeitweilig. So war vermutlich der Bauernführer Georg Schrembser bis zur Hinrichtung ab 1597 gefangen gehalten.
Obwohl das im Besitz des Grafen van der Straten befindliche Schloss im Jahr 1914 unbewohnbar war, wurde hier ein Internierungslager während des Ersten Weltkrieges eingerichtet. Auch der montenegrinische Generalstab wurde hier gefangen gehalten.
Vor bis nach Ende der Ungarischen Räterepublik am 1. August 1919 flohen deren bedeutendsten Exponenten nach Deutsch-Österreich, wo sie Asyl erhielten und zunächst im Internierungslager Drosendorf untergebracht wurden. In der Folge wurden Béla Kun, Jenő Landler, insgesamt etwa 40 Personen, auf Schloss Karlstein zusammengezogen, wo sie einer allfälligen, vom ungarischen Nachfolgestaat betriebenen Auslieferung entgegensahen.
Später wurde das Schloss auch als Jugendherberge, in den 1960er Jahren auch als Pensionsbetrieb verwendet.